# Securidaca inappendiculata
Securidaca inappendiculata är en jungfrulinsväxtart. Securidaca inappendiculata ingår i släktet Securidaca och familjen jungfrulinsväxter.

## Underarter
Arten delas in i följande underarter:
- S. i. corymbosa
- S. i. inappendiculata